# Seznam regionálních vlastivědných periodik v Česku
Tento seznam je rozcestníkem českých regionálních vlastivědných periodik - časopisů a pravidelně vycházejících sborníků, vydávaných muzei, archivy, spolky a správou chráněných oblastí. Do seznamu jsou zařazena recenzovaná i nerecenzovaná periodika, zaměřená na lokální historii a přírodu.
- Acta Carpathica Occidentalis
- Acta Musaei Neostadeni Bohemiae
- Acta Musealia. Muzea jihovýchodní Moravy ve Zlíně a Muzea regionu Valašsko Vsetín
- Acta Musei Beskidensis
- Acta Musei Moraviae, Scientiae biologicae
- Acta Musei Moraviae, Scientiae geologicae
- Acta Musei Moraviae, Scientiae sociales
- Acta Musei Reginahradecensis S. A.
- Acta musei richnoviensis, sect. histor.
- Acta musei richnoviensis, sect. natur.
- Acta Musei Silesiae
- Acta rerum naturalium
- Archeologické výzkumy na Vysočině
- Archeologické výzkumy v jižních Čechách
- Archeologie západních Čech
- Archeologie východních Čech
- Archivní prameny Kolínska
- Archivum Trebonense
- Arnika. Přírodou a historií Karlovarského kraje
- Antiqua Cuthna
- Bezděz. Vlastivědný sborník Českolipska
- Boleslavan : vlastivědný sborník Mladoboleslavska a Benátecka
- Boleslavica. Vlastivědný sborník Mladoboleslavska
- Brno v minulosti a dnes
- Confluens: vlastivědný sborník Mělnicka
- Časopis Slezského zemského muzea - série B - vědy historické
- Časopis Vlasteneckého spolku musejního v Olomouci
- Časopis Vlastivědné společnosti muzejní v Olomouci
- Červenokostelecko : vlastivědný sborník
- Český kras
- Český les. Příroda a historie
- Český Merán : sborník
- Dačický vlastivědný sborník
- Děčínské vlastivědné zprávy
- Dobrušský vlastivědný almanach
- Dolina Urgatina : vlastivědný časopis Horního Vsacka
- Erica
- Fontes Nissae – Prameny Nisy
- Forum Brunense

- Gottwaldovsko od minulosti k současnosti. Sborník Okresního archivu v Gottwaldově

- Hamelika
- Havlíčkobrodsko. Sborník příspěvků o historii regionu
- Historický sborník Karlovarska
- Historický seminář K. Nejdla (sborník přednášek)
- Hlasy muzea ve Frenštátě pod Radhoštěm : vlastivědný časopis Frenštátska
- Hlučínsko. Vlastivědný časopis Muzea Hlučínska
- HRZ: časopis regionální historie
- Chotěbořský Čmelák. Bombus Chotieborensis
- Chrudimské vlastivědné listy
- Chrudimský vlastivědný sborník
- Jesenicko. Vlastivědný sborník
- Jihočeský sborník historický
- Jižní Morava. Vlastivědný sborník
- Jižní Plzeňsko. Historickovlastivědný sborník Muzea Jižního Plzeňska v Blovicích
- Kladský sborník
- Krajem Horymírovým: vlastivědný sborník
- Krajem Pernštýnův: vlastivědný sborník školního okresu pardubického
- Královéhradecko
- Královéhradecko: vlastivědný sborník pro školu a dům
- Kravařsko: vlastivědný sborník
- Krkonoše - Jizerské hory
- Krkonoše-Podkrkonoší. Vlastivědný sborník
- Krkonoše: vlastivědný sborník Českého podhoří
- Krnovsko: vlastivědný zpravodaj
- Kutnohorsko. Vlastivědný sborník
- Lanškrounsko. Vlastivědný sborník Městského muzea Lanškroun
- Letopisy města Blanska: vlastivědný sborník MěstNV v Blansku
- Litoměřicko: vlastivědný sborník
- Listy Orlického muzea
- Listy starohradské kroniky
- Listy z Unhošťska: Vlastivědný zpravodaj Melicharova městského muzea v Unhošti
- Lomnicko n. Pop: vlastivědný sborníček pro školu a dům
- Lounský kraj vlastivědný sborník okresu lounského
- Malovaný kraj. Národopisný a vlastivědný časopis Slovácka
- Mělnicko: vlastivědný sborník kraje Dykova
- Minulostí Berounska
- Mladá Stráž: vlastivědný sborník pro severočeské pohraničí
- Mojmírova říše:  vlastivědný časopis země Moravskoslezské
- Moravskotřebovské vlastivědné listy
- Mostecko: vlastivědný měsíčník
- Muzejní listy: vlastivědný zpravodaj Kladenska a Unhošťska
- Muzeum a současnost. Řada společenskovědní: středočeský vlastivědný sborník
- Na stopě (pre)historii jihozápadních Čech
- Náchodsko od minulosti k dnešku
- Naším krajem. Muzeum Vysočiny Třebíč - vlastivědný sborník
- Od Ještěda k Troskám. Vlastivědný sborník Českého ráje a Podještědí
- Od Dyleně: měsíčník pro vlastivědu, osvětu a aktuality okresů Mar. Lázně, Planá, Tachov a Teplá
- Od Horácka k Podyjí: vlastivědný sborník západní Moravy
- Od Hradské cesty: vlastivědný sborník pro Žarošice a okolí
- Od kladského pomezí: vlastivědný časopis pro politický okres broumovský, náchodský, novoměstský n. M. a trutnovský
- Od Orebu: vlastivědný sborník
- Od Trstenické stezky: vlastivědný sborník okresu litomyšlského a poličského
- Od Zlaté stezky: krajem Husovým a Chelčického : vlastivědný časopis
- Oderské vrchy: vlastivědný zpravodaj
- Okolo Strážnice: sborník Městského muzea ve Strážnici
- Olomoucký archivní sborník / Ročenka Státního okresního archivu Olomouc
- Orlické hory a Podorlicko
- Ostrava. Příspěvky k dějinám a současnosti Ostravy a Ostravska
- Oustecké střípky
- Památky, příroda, život
- Pod Blaníkem
- Pod Hněvínem
- Pod Zelenou horou: vlastivědný sborník jižního Plzeňska
- Pod Zvičinou. Vlastivědná čítanka
- Podesní: vlastivědný časopis
- Podbrdsko
- Podoubraví: vlastivědný sborník Čáslavska
- Podřipský kraj: vlastivědný sborník krajinského musea v Kralupech n. Vlt.
- Podřipský muzejník
- Podyjí: vlastivědný sborník jihozápadní Moravy
- Polensko: kulturně-historický a vlastivědný sborník
- Pomezí Čech a Moravy. Sborník prací ze společenských a přírodních věd pro okres Svitavy
- Poodří. Časopis obyvatel horní Odry
- Poohří
- Porta Bohemica. Sborník historických prací
- Posel z Budče. Sborník Sládečkova vlastivědného muzea v Kladně
- Práce a studie Muzea Beskyd
- Práce muzea v Kolíně - řada přírodovědná
- Práce muzea v Kolíně - řada společenskovědní
- Prácheňské muzeum v Písku (ročenka)
- Pražský sborník historický
- Příspěvky k ústecké vlastivědě
- Rakovnický historický sborník
- Ročenka Městského muzea v České Třebové
- Ročenka prostějovského archivu
- Ročenka Regionálního muzea v Českém Krumlově
- Ročenka Státního oblastního archivu v Plzni
- Ročenka Státního okresního archivu v Trutnově
- Rodným krajem. Vlastivědný sborník kraje Aloise Jiráska, Boženy Němcové a bratří Čapků
- Rokytka: vlastivědný zpravodaj
- Sázavsko - historie, tradice, současnost
- Sedlecko a Prčicko: vlastivědný sborník
- Severní Morava. Vlastivědný sborník
- Severočeskou přírodou
- Slánský obzor
- Sborník bruntálského muzea
- Sborník Jihočeského muzea v Českých Budějovicích, Přírodní vědy
- Sborník Muzea Blanenska
- Sborníku Muzea Brněnska
- Sborník Muzea Českého lesa v Tachově
- Sborník Muzea Českého ráje - Acta musei Turnoviensis
- Sborník Muzea Dr. Bohuslava Horáka v Rokycanech
- Sborník muzea Karlovarského kraje (Sborník Chebského muzea/Sborník Krajského muzea Karlovarského kraje)
- Sborník Oblastního muzea v Mostě, řada přírodovědná
- Sborník okresního archivu v Lounech
- Sborník Muzea okresu Plzeň-sever
- Sborník prací východočeských archivů
- Sborník prací z historie a dějin umění Klenová
- Sborník Severočeského muzea - Historia - Acta Musei Bohemiae Borealis, Historia
- Sborník Severočeského Muzea, Přírodní Vědy - Acta Musei Bohemiae Borealis, Scientiae Naturales
- Sborník Státního okresního archivu Přerov
- Sborník Státního okresního archivu Šumperk
- Sborník Státního okresního archivu ve Frýdku-Místku
- Sborník Státního okresního archivu Znojmo / Ročenka Okresního archivu ve Znojmě
- Sborník svatováclavského setkání v Jeseníku
- Sborník vlastivědného musea v Olomouci
- Sborník vlastivědných prací z Podblanicka
- Sborník Západočeského muzea v Plzni – historie
- Sborník Západočeského muzea v Plzni – příroda
- Slezský sborník (Acta Silesiaca)
- Slovácko
- Sokolovsko
- Staré Třebechovice : vlastivědný sborníček pro Třebechovice a okolí
- Strakonicko. Vlastivědný a národopisný sborník šumavského podhůří

- Stopami dějin Náchodska
- Střední Morava
- Středočeský sborník historický
- Středočeský vlastivědný sborník
- Studia Comeniana et historica
- Studie a zprávy. Historický sborník pražského okolí
- Táborský archiv
- Těšínsko
- Tišnovsko : vlastivědný čtvrtletník
- Ústecký sborník historický
- Valašsko, vlastivědná revue
- Věstník Musejního spolku král. města Rakovníka a polit. okresu rakovnického
- Věstník Vlastivědného kroužku v Žarošicích
- Vlastivědné kapitoly z Valašskokloboucka
- Vlastivědné listy Boskovicka
- Vlastivědné zajímavosti (Šumperk)
- Vlastivědné zprávy Muzea Šumavy
- Vlastivědný sborník Břeclavska
- Vlastivědný sborník Bystřicka
- Vlastivědný sborník českého jihovýchodu: měsíčník pro duchovní, historické a přírodovědecké poznání kraje
- Vlastivědný sborník Českobrodska

- Vlastivědný sborník. Čtvrtletník pro regionální dějiny severního Plzeňska
- Vlastivědný sborník Dačicka, Jindřichohradecka, Třeboňska / Jindřichohradecký vlastivědný sborník
- Vlastivědný sborník Kralupska
- Vlastivědný sborník Křenovic u Slavkova : pod Mohylou míru
- Vlastivědný sborník Litoměřicko
- Vlastivědný sborník Mělnicka
- Vlastivědný sborník Moravskobudějovicka

- Vlastivědný sborník Muzea Šumavy
- Vlastivědný sborník Novojičínska
- Vlastivědný sborník okresu lounského
- Vlastivědný sborník okresu Svitavy
- Vlastivědný sborník okresu uhersko-hradišťského
- Vlastivědný sborník Pelhřimovska
- Vlastivědný sborník Podřipsko
- Vlastivědný sborník středního Povltaví: sborník Městského muzea Sedlčany
- Vlastivědný sborník Třeště a okolí
- Vlastivědný sborník Ústí nad Orlicí
- Vlastivědný sborník Vysočiny
- Vlastivědný věstník moravský
- Vlastivědný zpravodaj Polabí
- Vodňany a Vodňansko
- Výběr. Časopis pro historii a vlastivědu jižních Čech.
- Východní Morava (dějiny - lidé - krajina)
- Východočeský sborník historický
- Východočeský sborník přírodovědný
- Vyškovský sborník
- Zajímavosti z Litovelska. Ročenka Muzejní společnosti Litovelska
- Západní Morava. Vlastivědné revue
- Zlatá stezka: Sborník Prachatického muzea
- Z Českého ráje a Podkrkonoší: vlastivědná ročenka
- Z Pelclova kraje: vlastivědný sborník
- Záhorská kronika
- Zálesí: vlastivědný sborníček pro mládež okresu humpoleckého
- Západočeské archivy
- Západočeský historický sborník
- Zpravodaj Klubu přátel Okresního muzea v Sokolově
- Zpravodaj Muzea Komenského v Přerově
- Zpravodaj Muzea v Hradci Králové
- Zpravodaj Okresního vlastivědného muzea ve Vsetíně
- Zpravodaj Ostravského muzea
- Zprávy a studie Regionálního muzea v Teplicích
- Zprávy Včely Čáslavské
- Zprávy Vlastivědného muzea v Olomouci. Přírodní vědy
- Zprávy Vlastivědného muzea v Olomouci. Společenské vědy

## Souvisejí články
- Seznam vědeckých časopisů v oboru historie v Česku